# Наставна средства
Наставна средства су дидактички обликована изворна стварност. Она у настави надокнађују изворну, објективну стварност која није увек приступачна због просторне удаљености и своје сложености. Наставна средства су због дидактичке прераде ученицима приступачнија као извор знања и материјал  за развијање радне способности.

## Подела
Наставна средства се деле на визуелна, аудитивна, аудио-визуелна и текстуална наставна средства. 

### Визуелна наставна средства
Визуелна наставна средства су заснована на видео-компоненти. Деле се на дводимензионална (слике, фотографије, апликације) и тродимензионална (модели, рељефи, макете, препарати, колекције). С обзиром на дидактичку функцију могу бити: статична(епипројекција, дијафилм, дијапозитив, микропројекција, графопројекција...) и динамична (елемент-филм, динамични модели, глобус, апарати ). Статична или непокретна визуелна наставна средства служе за упознавање статичних облика и њихових структура, динамична или покретна за упознавање процеса и њихових динамичних структура.

### Аудитивна наставна средства
Аудитивна наставна средства су заснована на аудио-компоненти и служе као слушни извор знања. Ту спадају жива реч учитеља, ученика или неке стручне особе, радио емисије, снимци људског изражавања (вербалног или музичког), снимци гласова животиња и разних природних шумова и тонова. 

### Аудио-визуелна наставна средства
Аудио-визуелна наставна средства истовремено ангажују и чуло вида и чуло слуха. Ту спадају наставни филм и образовне емисије. Њиховом применом настава добија на динамичности, савремености, актуалности и целовитости.

### Текстуална наставна средства
Текстуална наставна средства су разноврсни текстуални материјал који се у настави употребљава као извор знања, уџбеници, приручници, програмирани текстови, чланци, зборници, лексикони, енциклопедије, књижевна дела, историјска дела и слично. Уџбеник је основна и обавезна школска књига. Писан је на темељу прописаног наставног плана и програма па је у свакодневној употреби . Уџбеник мора бити дидактичко-методички обликован, што остали текстуални извори знања не морају бити. Обликовање и концепција уџбеника повезана је са законитостима учења. Специфичност сваког уџбеника огледа се у избору садржаја, начина презентовања  истих, графичког, ликовног и техничког обликовања, језичног и стилског обликовања. Ауторско-издавачки тимови који раде уџбеник треба да следе педагошка, психолошка, дидактичка и методичка начела за израду уџбеника.